# Dorfkirche Dannenberg

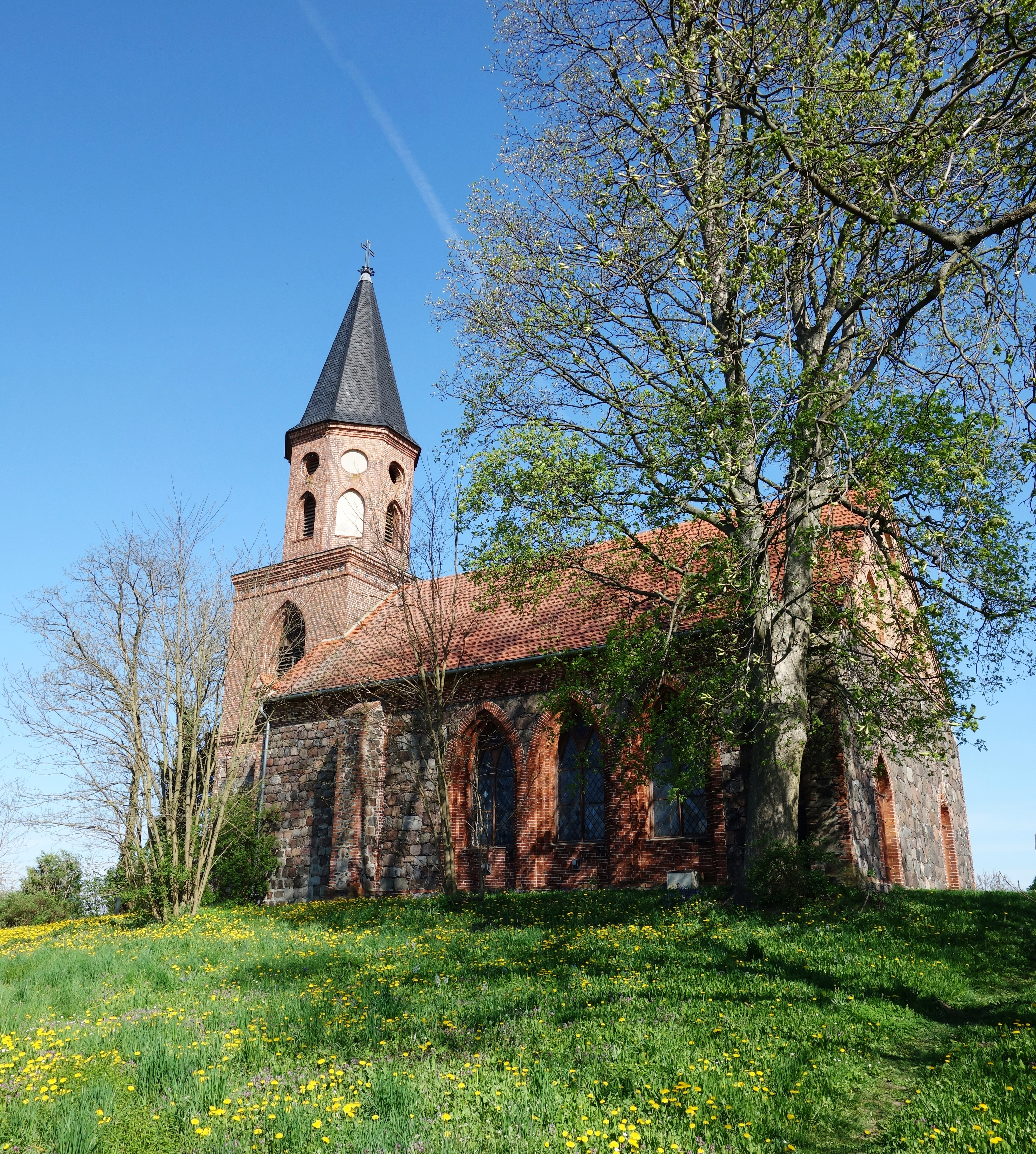
Dorfkirche Dannenberg

Die evangelische, denkmalgeschützte Dorfkirche Dannenberg steht in Dannenberg/Mark, einem Ortsteil der Gemeinde Falkenberg im Landkreis Märkisch-Oderland von Brandenburg. Die Kirche gehört zur Evangelischen Kirche Berlin-Brandenburg-schlesische Oberlausitz.

## Beschreibung
Die neugotische Saalkirche wurde 1894 aus Mischmauerwerk erbaut. Die Wände des Langhauses sind überwiegend aus Feldsteinen, ebenso der Strebepfeiler im Westen. Die Gewände der Fenster sind aus Backsteinen. Das Erdgeschoss des Kirchturms im Westen ist aus Mischmauerwerk, sein erstes Obergeschoss und der achteckige Aufsatz sind aus Backsteinen. Der ihn bedeckende achtseitige Knickhelm ist schiefergedeckt. Die Orgel mit sieben Registern auf einem Manual und Pedal wurde 1894 von Hermann und Albert Kienscherf gebaut.